# Katharina Wöppermann
Katharina Wöppermann, également Katharina Mayer-Wöppermann, née en 1962 à Vienne (Autriche), est une scénographe autrichienne.

## Biographie

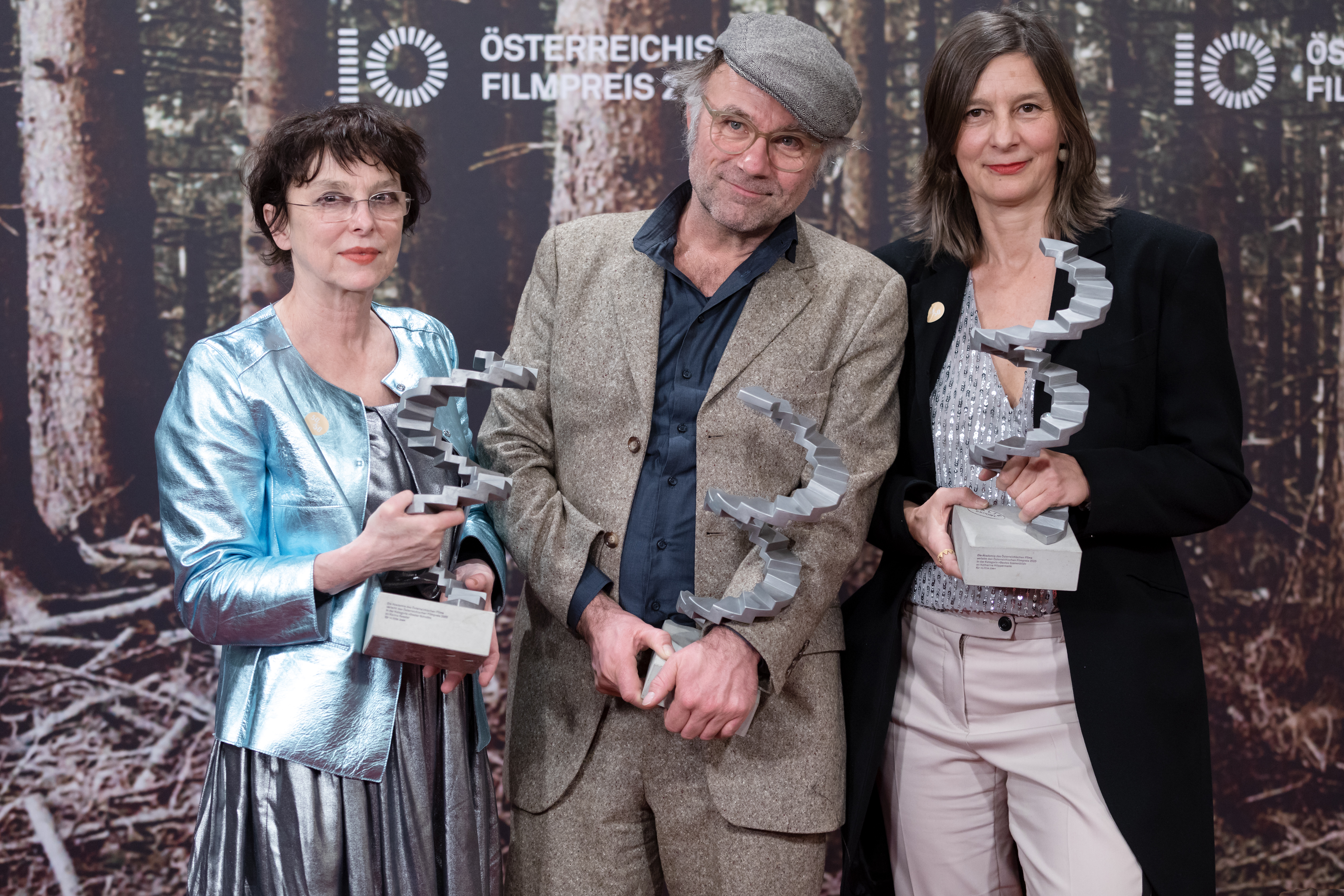
Katharina Wöppermann (à droite, 2020).

Katharina Wöppermann étudie la scénographie à l'Académie des Beaux-Arts de Vienne, obtenant une maîtrise en 1986. Elle est costumière et scénographe indépendante depuis 1983 et travaille à plusieurs reprises avec les réalisateurs Barbara Albert et Jessica Hausner ainsi qu'avec Götz Spielmann. En tant que scénographe et costumière, elle travaille notamment au Festival de Bregenz et au Raimundspiele Gutenstein.
À partir du milieu des années 1990, elle est chargée de cours pour le cinéma, la télévision et la vidéo à l'Université de musique et des arts du spectacle de Graz à l'Institut de scénographie pendant plus de 20 ans. Au FrauenFilmTag 2015, elle est honorée d'un "Personale".
Katharina Wöppermann est membre de l'Académie autrichienne du cinéma et de l'Association des créateurs de films autrichiens (VÖF).

## Filmographie (sélection)

### Architecte à la décoration
- 1985 :  Der Krieg meines Vaters
- 1993 :  Die Lok
- 1994 :  Auf Wiedersehen Amerika
- 1996 : Tempo (de) de Stefan Ruzowitzky
- 1997 :  Spurensuche  (téléfilm)
- 1998 : Le Trio
- 1998 :  Fette Welt
- 1999 : Banlieue nord de Barbara Albert
- 2000 : L'Adieu : Le Dernier Été de Brecht (Abschied - Brechts letzter Sommer) de Jan Schütte
- 2001 : Lovely Rita de Jessica Hausner
- 2001 : Coup de feu  (téléfilm)
- 2001 :  Spiel im Morgengrauen  (téléfilm)
- 2004 : Hôtel de Jessica Hausner
- 2004 : Antares de Götz Spielmann
- 2006 : Klimt de Raoul Ruiz
- 2006 : Fallen de Barbara Albert
- 2006 :  Mord auf Rezept  (téléfilm)
- 2007 :  Immer nie am Meer
- 2009 :  Ein halbes Leben  (téléfilm)
- 2009 : Lourdes de Jessica Hausner
- 2009 :  Women without men
- 2009 :  Der Fall des Lemming
- 2009 :  Geliebter Johann geliebte Anna  (téléfilm)
- 2010 :  Une montagne d'amour  (téléfilm)
- 2011 :  Tatort  (série télévisée, 1 épisode)
- 2011 :  Nur der Berg kennt die Wahrheit  (téléfilm)
- 2012 :  Grenzgänger
- 2012 : Der Fall Wilhelm Reich d'Antonin Svoboda
- 2013 :  Faux-Fuyants
- 2014 : Amour fou de Jessica Hausner
- 2015 :  Drei Eier im Glas
- 2015 :  Un séminaire mortel
- 2016 :  Maikäfer flieg
- 2017 :  Mademoiselle Paradis
- 2019 :  L'Enfant aux mille rêves
- 2019 : Little Joe de Jessica Hausner
- 2020 :  Pourquoi pas toi
- 2021 : Monte Verità – Der Rausch der Freiheit (de) de Stefan Jäger
- 2023 : Sissi et Moi de Frauke Finsterwalder

### Conception de costumes
- 1990 :  Winckelmanns Reisen
- 1998 :  Fette Welt
- 2000 : L'Adieu : Le Dernier Été de Brecht (Abschied - Brechts letzter Sommer) de Jan Schütte
- 2007 :  Immer nie am Meer

### Direction artistique
- 1985 : Kolp
- 1987 :  Drachenfutter
- 1988 :  Land der Väter, Land der Söhne
- 1990 :  Winckelmanns Reisen
- 1994 : Vertige
- 1995 :  Ein Anfang von etwas
- 1995 :  Jours clandestins  (téléfilm)
- 1999 : Banlieue nord de Barbara Albert
- 2003 :  Free radicals
- 2018 :  Murer: Anatomie eines Prozesses
- Perla  (en pré-production)

## Récompenses et distinctions
- 1997 : Prix du film Femina au Festival du film Max Ophüls pour les décors de Tempo (de)
- 2004 : International Hofer Filmtage - Prix Scénographie pour la scénographie d'Antares
- 2011 : Prix du cinéma autrichien 2011 - prix dans la catégorie Meilleur design de production pour Women Without Men
- 2012 : Diagonale Prize Film Design – Meilleure conception de costumes pour Stillleben (de)
- 2018 : Prix du cinéma autrichien 2018 - prix dans la catégorie Meilleur design de production pour Mademoiselle Paradis
- 2020 : Austrian Film Award 2020 - prix dans la catégorie Meilleure conception de production pour Little Joe
- 2020 : Prix Diagonale de la conception de la production – Meilleure conception de la production pour Little Joe

### Nominations
- Prix du film autrichien - catégorie Meilleure conception de production
  - 2014 pour Der Fall Wilhelm Reich
  - 2015 pour Amour fou
  - 2022 pour Monte Verità – Der Rausch der Freiheit (de)